# Tsjecho-Slowaaks honkbalteam

De Tsjecho-Slowaakse vlag

Het Tsjecho-Slowaaks honkbalteam was het nationale honkbalteam van de Tsjecho-Slowakije. Het team vertegenwoordigde Tsjecho-Slowakije tijdens internationale wedstrijden. Het honkbalteam was tussen 1989 en 1992 aangesloten bij de Europese Honkbalfederatie (CEB), de continentale bond voor Europa van de IBAF.